# Metainformacja
Metainformacja – informacja o informacji, w tym o elementach układu informacyjnego i procesach informacyjnych. Metainformacja podaje między innymi informacje o źródle komunikowanej informacji lub o jej wartości. Metainformacja stanowi dużą część komunikatów przekazywanych w języku naturalnym, dlatego wykształciły się w nim wyspecjalizowane w funkcji metainformacyjnej środki, i to zarówno kategorie gramatyczne, jak i kategorie leksykalne, np. opozycja perceptivus – imperceptivus, opozycja określoność – nieokreśloność, mowa zależna i mowa niezależna, liczne czasowniki. Metainformacja jest głównym przedmiotem badań informacji naukowej, a systemy informacyjno-wyszukiwawcze tworzą lub przetwarzają metainformację, którymi są np. streszczenia, analizy dokumentacyjne, adnotacje, charakterystyki wyszukiwawcze dokumentów, zapytania informacyjne, instrukcje wyszukiwawcze. W systemach tych funkcjonują specjalne języki służące do kodowania metainformacji – są to języki informacyjno-wyszukiwawcze.